# Fallowfield Stadium
Fallowfield Stadium – nieistniejący już stadion wielofunkcyjny w Manchesterze w Wielkiej Brytanii. Został otwarty w maju 1892 roku. Odbywały się na nim głównie zawody lekkoatletyczne i kolarskie. 
26 maja 1893 roku na Fallowfield Stadium rozegrano mecz finałowy Pucharu Anglii pomiędzy Wolverhampton Wanderers a Evertonem. Pomimo iż stadion dysponował 15 tys. miejsc, na meczu zjawiło się 45 tys. widzów. Na 27 marca 1899 zaplanowano półfinałowe spotkanie Sheffield United – Liverpool; ostatecznie zostało przerwane po pierwszej połowie z powodu przepełnienia trybun i zapadających ciemności
Na stadionie znajdował się tor kolarski o długości 465 metrów. W ramach Igrzysk Imperium Brytyjskiego w 1934 roku odbyły się na nim zawody kolarskie. Stadion Fallowfield gościł również reprezentacje rugby. W 1897 roku odbył się mecz reprezentacji Anglii i Szkocji.
Na początku lat sześćdziesiątych XX wieku stadion przeszedł na własność Uniwersytetu w Manchesterze. Został zburzony w 1994 roku. Obecnie w jego miejscu znajdują się budynki uniwersytetu.